# وقتی ما پادشاه بودیم
وقتی پادشاه بودیم (به انگلیسی: When We Were Kings) فیلم مستندی است محصول سال ۱۹۹۶ ساخته لئون گست که به مسابقه مشت‌زنی دسته سنگین‌وزن جهان بین محمدعلی کلی و جورج فورمن می‌پردازد. این مسابقه که در سی‌ام اکتبر ۱۹۷۴ در کشور زئیر (اینک جمهوری دموکراتیک کنگو) برگزار شد با نام غرش در جنگل شناخته می‌شود. در این فیلم افراد مشهوری چون جیمز براون، بی بی کینگ، نورمن میلر و اسپایک لی حضور دارند. نمایش فیلم وقتی ما پادشاه بودیم در سال ۱۹۹۴ با استقبال منتقدان مواجه شد. این فیلم در همین سال جایزه اسکار بهترین فیلم مستند بلند را دریافت کرد.
ویرایش و تأمین مالی این فیلم ۲۲ سال زمان برد. اما سرانجام با استقبال بسیار خوب منتشر شد و برندهٔ جایزه اسکار بهترین فیلم مستند در سال ۱۹۹۶ شد.

## موضوع فیلم
نورمن میلر، جورج پلیمپتن، اسپایک لی، مالک بوونز و توماس هاوزر در دههٔ ۱۹۹۰ برای این فیلم مصاحبه کردند. آن‌ها دربارهٔ اهمیت تاریخی مسابقه، ابهامات اخلاقی مربوط به برگزاری مسابقه در زئیر و دریافت بودجه از دیکتاتور بی‌رحم موبوتو سسه سکو، خود مسابقه و به‌ویژه برداشت‌های شخصی‌شان از محمد علی صحبت می‌کنند. این گفت‌وگوها با کلیپ‌های خبری و عکس‌هایی همراه شده تا مسیر حرفه‌ای علی و فورمن را تا رسیدن به نبرد در جنگل خلاصه کند.
در روند آماده‌سازی برای مسابقه، محمد علی در حال رجزخوانی علیه فورمن و ابراز دیدگاه‌هایش دربارهٔ آفریقایی‌ها و آمریکایی‌های آفریقایی‌تبار در محافل خصوصی نشان داده می‌شود. او دربارهٔ شأن ذاتی مردم بومی آفریقا و امیدهایش برای آیندهٔ سیاه‌پوستان آمریکا سخن می‌گوید. رابطهٔ صمیمانه و متقابل او با مردم زئیر در تضاد با تلاش‌های ناکام فورمن برای محبوبیت یافتن قرار داده شده است. دان کینگ نیز در حال مدیریت نخستین پروژهٔ بزرگ خود دیده می‌شود.
اجراهایی از هنرمندانی چون جیمز براون، بی‌بی کینگ و اسپینرز در جشنوارهٔ زئیر ۷۴ که به عنوان نسخهٔ سیاه‌پوستی از ووداستاک شناخته می‌شد، نمایش داده می‌شود. این جشنواره قرار بود همراه با مسابقه برگزار شود اما به دلیل آسیب‌دیدگی فورمن در تمرین، مسابقه به تعویق افتاد و جشنواره یک ماه زودتر برگزار شد (این جشنواره به‌طور کامل‌تر در فیلم مستند Soul Power محصول ۲۰۰۸ ثبت شده است).
در پایان فیلم، بخش‌های قابل‌توجهی از خود مسابقه نمایش داده می‌شود که همراه با تحلیل‌های فنی دربارهٔ استفادهٔ مکرر علی از ضربهٔ راست مستقیم در راندهای ابتدایی (که به‌ندرت در بوکس حرفه‌ای استفاده می‌شود زیرا بوکسور را در برابر ضدحمله آسیب‌پذیر می‌کند و علی حدس می‌زد که فورمن برای چنین ضربه‌ای آمادگی ندارد) و نیز تاکتیک معروف او، «طناب‌دور» همراه است. در این روش، علی ضربات سنگین فورمن را طی چند راند تحمل می‌کرد و با کمک واکنش‌های سریع و فنر بودن طناب‌ها، شدت ضربه‌ها را کم می‌کرد و در نتیجه فورمن را فرسوده می‌ساخت. در نهایت، علی در راند هشتم فورمن را ناک‌اوت کرد و عنوان قهرمانی‌ای را که هفت سال پیش به دلیل امتناع از سربازی در جنگ ویتنام از دست داده بود، بازپس گرفت.
آلبومی از موسیقی‌های متن این فیلم در سال ۱۹۹۷ منتشر شد که شامل اجراهای زنده در جشنواره، موسیقی تازه‌ای از زلما دیویس، دوئت «When We Were Kings» با اجرای برایان مک‌نایت و دیانا کینگ و ترانهٔ Rumble in the Jungle، آخرین ضبط گروه فوجیز با همکاری A Tribe Called Quest، باستا رایمز و جان فورت بود.

## جوایز و افتخارات
وقتی پادشاه بودیم یکی از بهترین مستندهای بوکس دانسته می‌شود. این فیلم در راتن تومیتوز امتیاز ۹۸٪ رضایت منتقدان را دارد و در نقدها، آن را «مستندی مجذوب‌کننده دانسته‌اند که به همان اندازه دربارهٔ زمان و مکان است که دربارهٔ خود مسابقه». این فیلم نقدهای مثبتی از منتقدانی چون راجر ایبرت و ادوارد گاتمن دریافت کرد.
این فیلم در سال ۱۹۹۸ نامزد دریافت جایزه ایمیج انجمن ملی پیشرفت رنگین‌پوستان برای بهترین برنامه خبری، گفت‌وگو یا ویژه‌برنامه شد، ولی این جایزه به برنامهٔ شام با اپرا: گفت‌وگویی اختصاصی با تونی موریسون رسید.
فیلم برندهٔ جایزه اسکار بهترین فیلم مستند در سال ۱۹۹۶ شد. در مراسم اهدای جوایز، هر دو بوکسور، علی و فورمن، برای همراهی با فیلم‌سازان روی صحنه آمدند تا نشان دهند که مدت‌هاست با یکدیگر آشتی کرده‌اند و فورمن حتی به علی برای بالا رفتن از پله‌ها کمک کرد. این فیلم همچنین نامزد دریافت جایزهٔ جایزه بزرگ از سندیکای بلژیکی منتقدان سینما نیز شد.